# Paranarychia
Paranarychia is een geslacht van vlinders van de familie van de zakjesdragers (Psychidae). De wetenschappelijke naam van dit geslacht is voor het eerst voorgesteld door Toyohei Saigusa in een publicatie uit 1961. 
Dit geslacht is monotypisch, dat wil zeggen dat het maar één soort heeft namelijk Paranarychia albomaculatella (Saigusa, 1961), die in Japan voorkomt.